# ريتشارد جونز (لاعب كريكت بريطاني)
ريتشارد جونز (6 نوفمبر 1986 في المملكة المتحدة - ) (بالإنجليزية: Richard Jones)‏ هو لاعب كريكت بريطاني. لعب مع نادي مقاطعة ورسسترشاير للكريكيت ‏ ونادي وارويكشاير للكريكيت ‏ ونادي مقاطعة ليسترشاير للكريكت ‏.

## وصلات خارجية
- ريتشارد جونز على موقع إي آس بي آن كريك إنفو (الإنجليزية)